# GE Dash 9-40C
La GE Dash 9-40C est une locomotive Diesel produite par le constructeur GE Transportation, filiale du géant industriel américain General Electric en 1995. Comme c'est la tradition depuis les années 1970 avec les locomotives de type « Dash 7 », son identification « Dash 9 » signifie que sa fabrication a été lancée dans les années 1990.
Elle possède des moteurs de traction à courant continu, tout comme la Dash 9-44CW dont elle est dérivée mais cette dernière développe 4400 ch contre 4000 ch pour les Dash 9-40C qui possèdent en outre une cabine plus petite et sont moins lourdes.
La compagnie Norfolk Southern fut la seule à commander ce modèle dont la puissance était limitée par une butée à 4000 ch (Dash 9-40CW), elles possèdent une cabine étroite d'ancienne génération (surnommée « Spartan cab »).
Elle a été produite en 1995 à 125 exemplaires, avant d'être remplacées par un modèle plus résistant en cas d'accident, la Dash 9-40CW. Depuis 2015, toutes sont en cours de transformation en GE AC44C6M, la dernière Dash 9-40C a été mise hors service pour reconstruction en octobre 2018.

## Acheteurs originaux
Le Norfolk Southern fut la seule compagnie à commander ce modèle simplifié des Dash 9 classiques. Elles furent construites à 125 exemplaires en 1995 le Norfolk Southern dut par la suite commander des Dash 9-40CW. En effet, la cabine étroite des Dash 9-40C, munie d'un nez plus petit et moins résistante en cas de collision, fut bannie pour les commandes ultérieures par la Federal Railroad Administration.
En tout, le Norfolk Southern acheta 1090 locomotives de ce modèle. La limitation de la puissance maximale à 4000 ch visait à limiter l'usure et les frais d'entretien du moteur diesel et avait simplement été réalisée par un réglage de l'électronique embarquée, cela pouvait permettre de porter éventuellement leur puissance à 4000 ch, ce qui fut fait par après.

## Transformations

### Dash 9-44C
À partir de 2013, une partie des Dash 9-40C et toutes les Dash 9-40CW encore en service furent en effet réglées pour pouvoir développer 4400 ch au lieu de 4000 ch entre 2013 et 2014. Ce traitement concerna également les ES40DC de la compagnie.

### GE AC446M
Après de nombreuses années où General Electric vendait un grand nombre de locomotives équipées de moteurs de traction à courant alternatif (Dash 9, ES44DC), les compagnies ferroviaires commencèrent à favoriser davantage les modèles équipées de moteurs de traction à courant alternatif, plus complexes mais générant de meilleures performances, moins prompts au patinage où à surchauffer en cas d'effort important.
En dehors de quelques locomotives héritées du Southern Railway ou de Conrail, le Norfolk Southern attendit 2008 pour commander des locomotives à moteurs de traction à courant alternatif (des ES44AC destinées en priorité aux lourds trains de charbon sur les lignes du sud).
En 2015, afin de moderniser les Dash 9-40C, fut décidé d'essayer de convertir quelques prototypes avec
- de nouveaux bogies et de nouveaux moteurs de traction à courant alternatif
- une cabine large, identique à celle des ES40DC / ES44AC
- un nouvel équipement électrique à courant alternatif
- un ballastage important pour augmenter le poids adhérent

Les six prototypes, revêtus de livrées spéciales mélangeant le gris au noir ou au bleu, donnèrent des résultats très satisfaisant, ce qui poussa le Norfolk Southern à faire moderniser l'ensemble des Dash 9-40C puis les plus anciennes Dash 9-44CW. Celles-ci perdront également leur cabine large au profit d'une autre, neuve.
Actuellement, 158 sont en service (numéros 4000 à 4093 et 4115 à 4175) et la série comprend 103 anciennes Dash 9-40C. Les 4094 à 4114 sont en cours de conversion ou sur le point de l'être. À terme, le Norfolk Southern envisage déjà de convertir 400 unités supplémentaires qui seront transformées entre 2019 et 2022 en puisant dans les rangs des Dash 9-40CW.
Actuellement, avec l'envoi à Altoona de la dernière Dash 9-40C pour transformation le 5 octobre 2018, la série est officiellement éteinte. Les dernières Dash 9-40C sortiront au plus tard de transformation en 2019.